# Римски градове в провинция Мизия
Римските градове в римската провинция Мизия (лат.: Moesia; Moesiarum; на гръцки: Μοισία) са:

## Известни римски градове в провинцияДолна Мизия(Moesia Inferior)
- Абритус (Abrittus) – (Разград, България),
- Ад Салицес (Ad Salices) – (15 километра от Девня, България)
- Дионисополис (Dionysopolis) – (Балчик, България)
- Дуросторум (Durostorum) – (Силистра, България)
- Егета (Egeta) – (на Дунав, XIII Legio, Сърбия)
- Истрос; Истрия (Istros; Istria) – (Олбия, Украйна)
- Калатис (Callatis) – (Мангалия, Румъния)
- Томис (Constantiana; Tomis) – (Констанца, Румъния)
- Марцианопол (Marcianopolis) – (Девня, България)
- Никополис (Nikopolis; Nikopol) – (Никопол, България])
- Никополис ад Иструм (или Никополис ад Хемум) (Nicopolis ad Haemum; Nicopolis ad Istrum) – (Никюп, България)
- Нове (Novae) – (Свищов, България);
- Новиодунум (Noviodunum) – (Исакча, Румъния)
- Одесос (Odessos) – (Варна, България)
- Сексантаприста (Sexantaprista; Sexaginta Prista) – (Русчук; Липник; Русе, България)
- Сукидава (Sucidava) – (с. Челей, Румъния))
- Трансмариска (Transmarisca) – (Тутракан, България)
- Тросмис (Trosmis) – (на Дунав до Матчин, легионна квартира)
- Улпия Ескус (Colonia Ulpia Oescus) – (Гиген, област Плевен, България) тропеум траяни на 10 километра от България в Румъния

## Известни римски градове в провинцияГорна Мизия(Moesia Superior)
- Бонония (Dunonia; Bononia;) – (Видин, България)
- Виминациум (Viminacium) – (до Костолац, Сърбия)
- Дортикум (Dorticum) – (до Връв, до Брегово и Видин, България)
- Хорум Марги (Horeum Margi) – (Ćuprija; Ћуприја, Сърбия)
- Ледерата (Lederata) – (Рам; до Велико Градище, Сърбия)
- Маргум (Margu; Margus) – (Кулич, Сърбия)
- Никополис ад Нестум (Nicopolis ad Nestum) – (Гърмен до Гоце Делчев, България)
- Никополис (Nikopolis; Nikopol) – (Никопол, България)
- Найсус (Naissus) – (Ниш, Сърбия)
- Пинкум (Pincum) – (Велико Градище, Сърбия)
- Рациария (Ratiaria; Rhatiaria) – (Арчар, Област Видин, България)
- Ремесиана (Remesiana) – (Бела паланка, Сърбия)
- Сердика (Serdica; Sardica) – (София, столица на България)
- Сингидинум (Singidinum) – (Белград, столица на Сърбия)
- Скупи (Skupi) – (Скопие, столица на Македония)
- Тауресиум (Tauresium) – (до Скопие)
- Юстиниана Прима (Justiniana Prima) – (до Лебане, Сърбия)